# Narmer
Narmer (Men, Meni o Menes) va ser un faraó d'Egipte, llistat com a primer de la I dinastia. Regnà vers el 3150 aC. Probablement, va tenir un llarg regnat d'entre 30 i 40 anys (Manetó li atribueix 62 anys i la mort per un atac en una lluita contra un hipopòtam).
El seu pare podria ser el rei Ka o el rei Escorpí II (vegeu dinastia 0). Es creu que fou el pare d'Aha. Si bé, tradicionalment, es considera l'unificador de l'Alt i Baix Egipte, és possible que això fos un procés més llarg que es perllongués des d'abans de Menes i fins i tot després. Al papir de Torí segueix els Shemsu Hor, els "seguidors d'Horus", encara considerats semidéus o reis mítics.
La seva capital podria haver estat Nekhen, però la necròpolis és a Abidos. El seu déu principal era Jetj-amentiu, representat per una espècie de gos, possible antecessor d'Osiris. Heròdot el fa el fundador de Memfis, però més aviat es tractaria en tot cas d'obres de reconstrucció o de construccions parcials.
Se'n coneixen molts objectes trobats en molts llocs d'Egipte (Nekhen, Wadi Qash, Djebel Tjawti, Coptos, Minshat Abu Omar, Tell Ibrahim Awad, Buto…, fins i tot a Palestina, a Tel Erani, Arad, Bessor, Halif o Nahal Tillah... i a Núbia, a Kafr Hassan Dawood, prop del Wadi Tumilat). La més famosa és la paleta de Narmer. En dos llocs apareix amb l'abreviació Nar, que alguns proposen que s'identifiqui amb un sobirà diferent. Fou enterrat a Abidos, tomba B17-18, prop del seu probable fill i successor Aha.
La seva dona fou Neithhotep, probable mare d'Aha, i que pel nom sembla originària del Baix Egipte.
Noms: Narmer o Nar (nom d'Horus), Men, Meni, Menes, Menoete, Mnesis, Men, Mena/Menas i Meni (nom de Nesut-Biti), nom grec Menes, altres transcripcions: Merinar, Merinari, Mernar, Nar, Narmeru, Narmerta, Narmertau, Narmertaw, Narmertjai, Narbatjai.

## Galeria fotogràfica

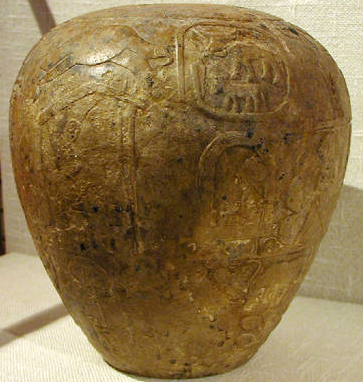
Cap de maça de Narmer. (Ashmolean Museum)
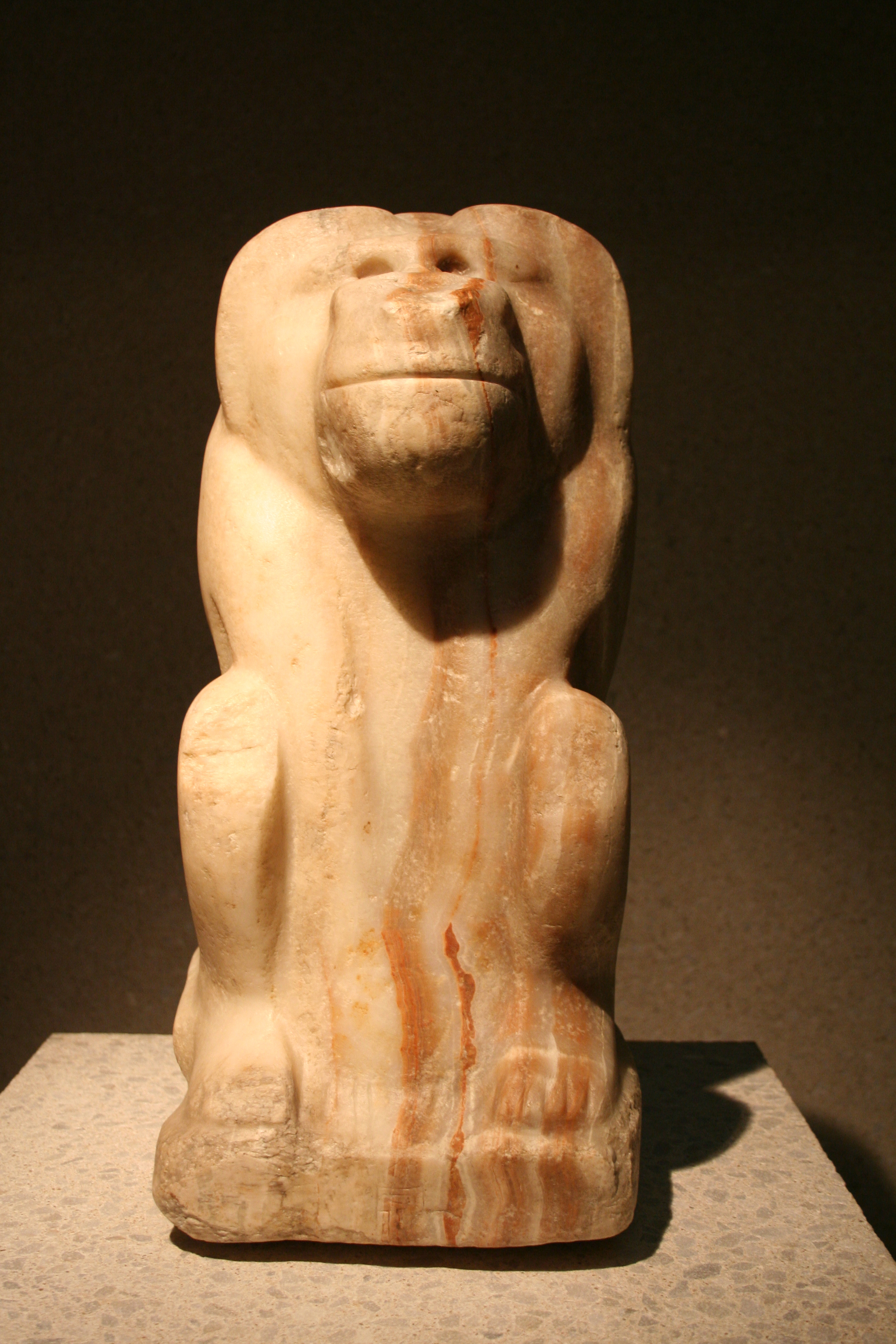
Estàtua d'un papió amb el nom de Narmer a la base (Museu Egipci de Berlín)
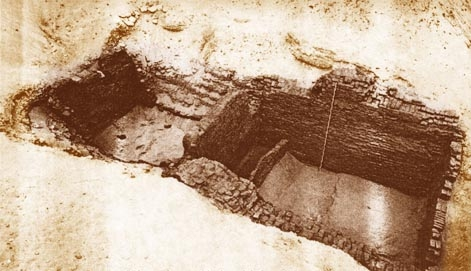
Tomba adjudicada a Narmer (necròpolis d'Umm al-Qa'ab)
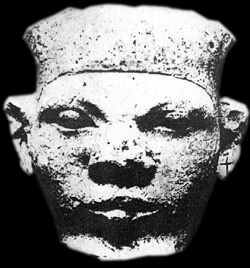
Cap de Menes, segons Petrie. Pedra calcària
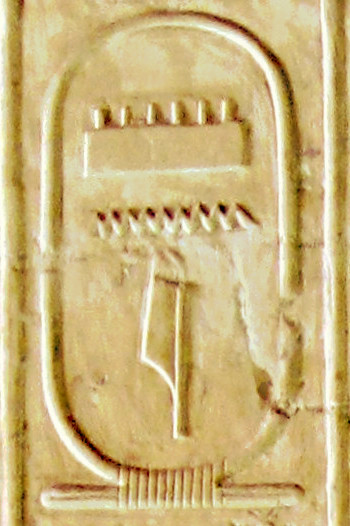
Menes. Llista reial d'Abidos

## Identitat
Tot i que estan molt interrelacionades, les preguntes de "qui era Menes?" i "qui va unificar Egipte?" són, en realitat, dues qüestions separades. Sovint s'atribueix a Narmer la unificació d'Egipte mitjançant la conquesta del Baix Egipte per part de l'Alt Egipte. Tradicionalment, Menes és considerat el primer rei / faraó de l'antic Egipte, i la majoria dels egiptòlegs l'identifiquen com la mateixa persona que Narmer, tot i que un debat també proposa la identificació amb Hor-Aha, el successor de Narmer, com a alternativa principal.
La qüestió de qui va ser Menes, és a dir, qui va ser el primer faraó de la Dinastia I, ha estat molt debatuda. Des del 1897, molts autors diferents han opinat sobre si és Narmer o Aha.  Les discussions recents a favor de Narmer inclouen Kinnaer 2001, Cervelló-Autuori 2005 i Heagy 2014. Les discussions detallades a favor d'Aha inclouen Helck 1953, Emery 1961, pàg. 31–37, i Dreyer 2007. En la seva major part, els autors de parla anglesa estan a favor de Narmer, mentre que els autors de parla alemanya estan a favor de Hor-Aha. L'evidència més important a favor de Narmer són les dues impressions de segells de la necròpolis d'Abidos, que enumeren Narmer com el primer rei. Des de la publicació del primer dels segellaments de la necròpolis el 1987, 28 autors han publicat articles que identifiquen Narmer amb Menes, en comparació amb 14 que l'identifiquen amb Hor-Aha.
El problema és confús perquè "Narmer" és un nom d'Horus mentre que "Menes" és un nom de Nesut-Bity (nom personal o de naixement). Totes les llistes de reis que van començar a aparèixer a l'era del Nou Regne enumeren els noms personals dels reis, i gairebé totes comencen amb Menes, o comencen amb governants divins i/o semidivins, amb Menes com el primer "rei humà". La dificultat és alinear les proves arqueològiques contemporànies que enumeren els noms d'Horus amb les llistes de faraons que enumeren noms personals.

Reconstrucció d'una peça de Naqada

S'han presentat dos documents com a prova que Narmer era Menes o, alternativament , Hor-Aha era Menes. El primer és la '"peça de Naqada" trobada al jaciment de Naqada, a la tomba de Neithhotep, que sovint es considera la mare d'Horus Aha. Aquesta peça d'ivori mostra un serekh d'Hor-Aha al costat d'un recinte dins del qual hi ha símbols, que alguns estudiosos han interpretat com el nom "Menes". El segon, és la impressió del segell d'Abidos que alterna entre un serekh de Narmer i el símbol del tauler d'escacs, " mn ", que s'interpreta com una abreviatura de Menes. S'han fet arguments respecte a cadascun d'aquests documents a favor que Narmer o Hor-Aha siguin Menes, però en cap cas l'argument és concloent.

Reconstrucció de la impressió del segell de Narmer-Menes d'Abidos

El segon document, la impressió del segell d'Abidos, mostra el serekh de Narmer alternant amb el signe del tauler de joc (mn), juntament amb el seu complement fonètic, el signe n, que sempre es mostra quan s'escriu el nom complet de Menes, representant de nou el nom "Menes". A primera vista, això semblaria una prova sòlida que Narmer era Menes. Tanmateix, basant-se en una anàlisi d'altres impressions de segells de la Primera Dinastia, que contenen el nom d'un o més prínceps, la impressió del segell ha estat interpretada per altres estudiosos com a mostra del nom d'un príncep de Narmer anomenat Menes. Per tant, segons aquesta interpretació, Menes seria el successor de Narmer, Hor-Aha, i per tant Hor-Aha era Menes. Cervelló-Autuori ha refutat això (Cervelló-Autuori 2005 ), però les opinions encara varien, i no es pot dir que la impressió del segell doni suport definitivament a cap de les dues teories.

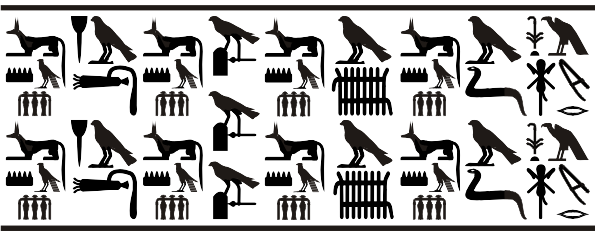
Impressió del segell de la necròpolis del faraó egipci Den.

Dos segells, trobats el 1985 i el 1991 a la necròpolis d'Abidos (Umm el-Qa'ab), a les tombes de Den o a prop d'elles  (anomenades impressions del segell de Den ) i Qa'a (anomenat segellat de Qa'a),  mostren a Narmer com el primer rei de cada llista, seguit d'Hor-Aha. El segellat de Qa'a enumera els vuit reis del que els estudiosos ara anomenen la Primera Dinastia en l'ordre correcte, començant per Narmer. Aquests segells de la necròpolis són una prova sòlida que Narmer va ser el primer faraó de la Primera Dinastia, per tant, la mateixa persona que Menes.

## Nom

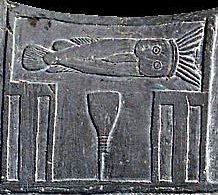
Serekhs amb els jeroglífics n'r (peix gat) i mr (cisell) a l'interior, que són la representació fonètica del nom de Narmer

L'ortografia del nom de Narmer consisteix en els jeroglífics d'un peix gat (nꜥr)  i un cisell (mr), d'aquí la lectura "Narmer". Aquesta paraula de vegades es tradueix com a "peix gat furiós". Tanmateix, no hi ha consens sobre aquesta lectura. Altres traduccions de l'adjectiu abans de "peix gat" inclouen "enfadat", "lluitador", "ferotge", "dolorós", "furiós", "dolent", "malvat", "mossegant" o "amenaçador". Alguns erudits han optat per enfocaments completament diferents per llegir el nom, deixant de banda "peix gat", però aquestes lectures alternatives del nom no han estat gaire acceptades.
En lloc d'incorporar tots dos jeroglífics, el nom de Narmer sovint es mostra en forma abreujada, només amb el símbol del peix gat, de vegades estilitzat, fins i tot, en alguns casos, representat només per una línia horitzontal. Aquesta ortografia simplificada sembla estar relacionada amb la formalitat del context. En tots els casos en què un serekh apareix en una resta en pedra o bé en la impressió d'un segell oficial, té tots dos símbols. Però, en la majoria dels casos, quan el nom apareix en una peça de ceràmica o en una inscripció rupestre, només apareix el peix gat o una versió simplificada.
També s'han trobat dues grafies alternatives del nom de Narmer. En un segell de fang de Tarkhan, el símbol de l'ocell ṯꜣj (signe de Gardiner G47 “aneguet”) s'ha afegit als dos símbols de "Narmer" (nꜥr mr) dins del serekh. Això s'ha interpretat com a "Narmer el masculí". Tanmateix, segons Ilona Regulski, "El tercer signe (l'ocell [ ṯꜣj ]) no és una part integral del nom reial, ja que apareix amb poca freqüència. Godron va suggerir que el signe addicional no forma part del nom, sinó que es va posar dins del serekh per comoditat compositiva.
A més, dos segells de la necròpolis d'Abidos mostren el nom de Narmer d'una manera única: mentre que el cisell (mr) es mostra convencionalment on s'esperaria el peix gat (nꜥr), hi ha un símbol que diversos estudiosos han interpretat com una pell d'animal. Segons Dreyer, probablement és un peix gat amb cua de toro, similar a la imatge de Narmer a la Paleta de Narmer en què es mostra portant una cua de toro com a símbol de poder.